# Norddeutscher Rundfunk

Publieke omroepen van de Duitse deelstaten

De Norddeutscher Rundfunk (NDR) is de openbare omroep van de Noord-Duitse deelstaten Nedersaksen, Hamburg, Sleeswijk-Holstein en Mecklenburg-Voor-Pommeren. De NDR is lid van de ARD en ging op 1 januari 1956 van start, nadat de Nordwestdeutscher Rundfunk (NWDR) werd opgesplitst in de NDR en de WDR.

## Studio's
De televisiestudio's zijn gesitueerd in Hamburg-Lokstedt en de radiostudio's in Hamburg-Rothenbaum. In Hannover, Kiel, Schwerin en Hamburg bevinden zich radio- en televisiestudio's voor de regionale radiozenders en televisieprogramma's.

## Televisie
- NDR Fernsehen, het derde openbare televisiekanaal in Noord-Duitsland.
- Op Das Erste vult de NDR 16,45% van de zendtijd in.
- Verder zijn NDR-programma's te zien op Phoenix (ARD-ZDF), KI.KA (ARD-ZDF), ARTE (Duits-Frans cultuurkanaal) en 3sat (cultuurkanaal van de ARD, ZDF, ORF, en SRG).
- De NDR is binnen het ARD-netwerk verantwoordelijk voor de Duitse bijdragen aan het Eurovisiesongfestival.
- Het Duitse journaal Tagesschau wordt opgenomen in het NDR-gebouw in Hamburg.

## Radiozenders
Regionale zenders:
- NDR 90,3, radiozender voor Hamburg
- NDR 1 Niedersachsen, radiozender voor Nedersaksen
- NDR 1 Welle Nord, radiozender voor Sleeswijk-Holstein
- NDR 1 Radio MV, radiozender voor Mecklenburg-Voor-Pommeren
- Nordwestradio, radiozender voor Bremen en het noordwesten van Nedersaksen. Wordt gemaakt in samenwerking met Radio Bremen.

Doelgroepenzenders:
- NDR 2, hits van dit moment, afgewisseld met klassiekers uit de jaren '80, '90 en '00
- N-Joy, popmuziek, doelgroep jongeren
- NDR Kultur, cultuur
- NDR Blue, muziek die niet uit de hitlijsten komt: jazz, pop, alternatief en rock (satelliet & DAB+)
- NDR Info, nieuws en actualiteiten
- NDR Info Spezial, vooral overname NDR Info, 16-21 uur overname Funkhaus Europa van WDR, zendt ook de ARD Infonacht en soms politieke debatten (satelliet & DAB+, tot januari 2015 ook op AM)[1]
- NDR Traffic, verkeersinformatie, wordt door een computer gelezen, alleen over DAB+
- NDR PLUS, schlager en oldies (Dab+, satelliet & internet).